# Pont des Rigolets
Le pont des Rigolets (en anglais : Rigolets Bridge), également appelé Fort Pike Bridge, est un ouvrage d'art qui franchit le détroit des Rigolets en Louisiane aux États-Unis.
Ce pont routier permet à l'autoroute U.S. Route 90 de franchir le détroit des Rigolets à l'ouest du Lac Pontchartrain et de rallier La Nouvelle-Orléans au Sud-ouest à la ville de Slidell au Nord-Est.
Le pont des Rigolets fut inauguré le 9 juin 1930 en même temps que le pont du Chef menteur.
Après le passage destructeur de l'ouragan Katrina en août 2005, le pont des Rigolets fut rendu impraticable et dangereux. Un nouveau pont "The new highrise Rigolets bridge" fut construit en un temps record et inauguré le 15 janvier 2008. Il remplace depuis l'ancien pont des Rigolets.

## Sources
1. ↑  http://www.nola.com/news/index.ssf/2008/01/new_highrise_rigolets_bridge_o.html